# Van Montfoort

De molenijzers aan de zijden van de kasteel torens (in het wapen) zijn afkomstig van het geslacht De Rover (van Rode) en zo in het wapen van de stad Montfoort verwerkt.

Van Montfoort was een middeleeuws adellijk geslacht dat het bezit had van Montfoort en door de jaren heen meerdere heerlijkheden en ambachten in bezit kreeg, zoals Abbenbroek, Blokland, De Eng, Hekendorp, Heeswijk, Cattenbroek, Linschoten, Lange Linschoten, Linschoter Haar, Purmerend, Purmerland en Ilpendam, Rateles, Reyerscop, Snelrewaard, Velgersdijk, Vlooswijk, Waarder, Willeskoop, Wulverhorst en IJsselvere.
Kasteel Montfoort werd vermoedelijk gebouwd tussen 1156 en 1178 als sterkte of burcht om de expansiedrift van het graafschap Holland tegen te gaan. De bisschop van Utrecht, Godfried van Rhenen, benoemde toen een persoon uit zijn ministerialiteit of een leenman om kastelein te worden van de sterkte om er op toe te zien dat de veiligheid in het zuiden van het Sticht Utrecht gewaarborgd bleef. In een eeuw tijd waren er vier generaties kasteleinen. De laatste was Willem die een dochter genaamd Odila had. Zij huwde met Hendrik de Rover (van Rode), afkomstig uit het adellijke geslacht Van Rode. Het geslacht bracht uiteindelijk tien burggraven voort, tot het geslacht De Merode het overnam in 1545.

## Beknopte geschiedenis

Stamwapen de Rover-van Montfoort

Vanaf 1260 was het duidelijk dat het geslacht De Rover (van Rode) zijn intrede had gedaan; het volgde een politiek die alle kanten op kon en zelfs familieruzies niet uit de weg ging. Zo was Zweder I een trouwe bondgenoot aan de bisschop van Utrecht, terwijl zijn broer Roeland bij de graaf van Holland in de gunst was gevallen en elkaar betwistten om het landgoed van Linschoten (1320). Zweders opvolger Hendrik II hing juist weer de politiek van Holland aan, wat de vrede met het naburige Linschoten weer beklonk, alleen werd de verhouding met het aartsbisdom Utrecht minder. De familie onderscheidde zich onvergetelijk bij de Slag bij Warns in 1345, waarbij driekwart van de aanwezige Van Montfoorts sneuvelde met aan het hoofd Jan I van Montfoort. Zij werden vereeuwigd op een schilderij dat nu als oudste overgebleven schilderij in Nederland bekendstaat.
De Van Montfoorts waren verwoede Hoeken in de Hoekse en Kabeljauwse twisten. Jan II was een trouwe vazal van Jacoba van Beieren die haar steunde toen ze de vestingdriehoek Gouda-Oudewater-Schoonhoven had ingenomen maar kon niet verhinderen dat het beleg van Gouda in 1428 niet ontzet werd. Eind 15e eeuw was Montfoort eigenlijk een ministaat met een eigen beleid. Het was de enige stad in de Nederlanden die de Jonker Fransenoorlog steunde en het zelfs voor elkaar kreeg om Woerden in te nemen in naam van Frans van Brederode. Jan III van Montfoort hield zelfs in het kasteel van Woerden enige tijd zijn zetel.
In 1648 verkocht Ferdinand Filips van Merode het burggraafschap Montfoort aan de Staten van Utrecht.

## Heersers van Montfoort
kasteleinen
- Everard van Montfoort (gesneuveld bij de slag bij Ane in 1227)
- Willem van Montfoort (overleden 1244)
- Wouter Willemszn van Montfoort (overleden 1265)
- Willem Wouterszn van Montfoort (overleden ca. 1279)

De Rover (van Rode)
- Hendrik I van Montfoort (Hendrik de Rover)  (aangesteld in 1280/81 - overleden 9 januari 1299)Gedachtenistafel van de Heren van Montfoort,
 een van de oudst bewaard gebleven schilderij dat in het huidige Nederland is vervaardigd (ca. 1380)

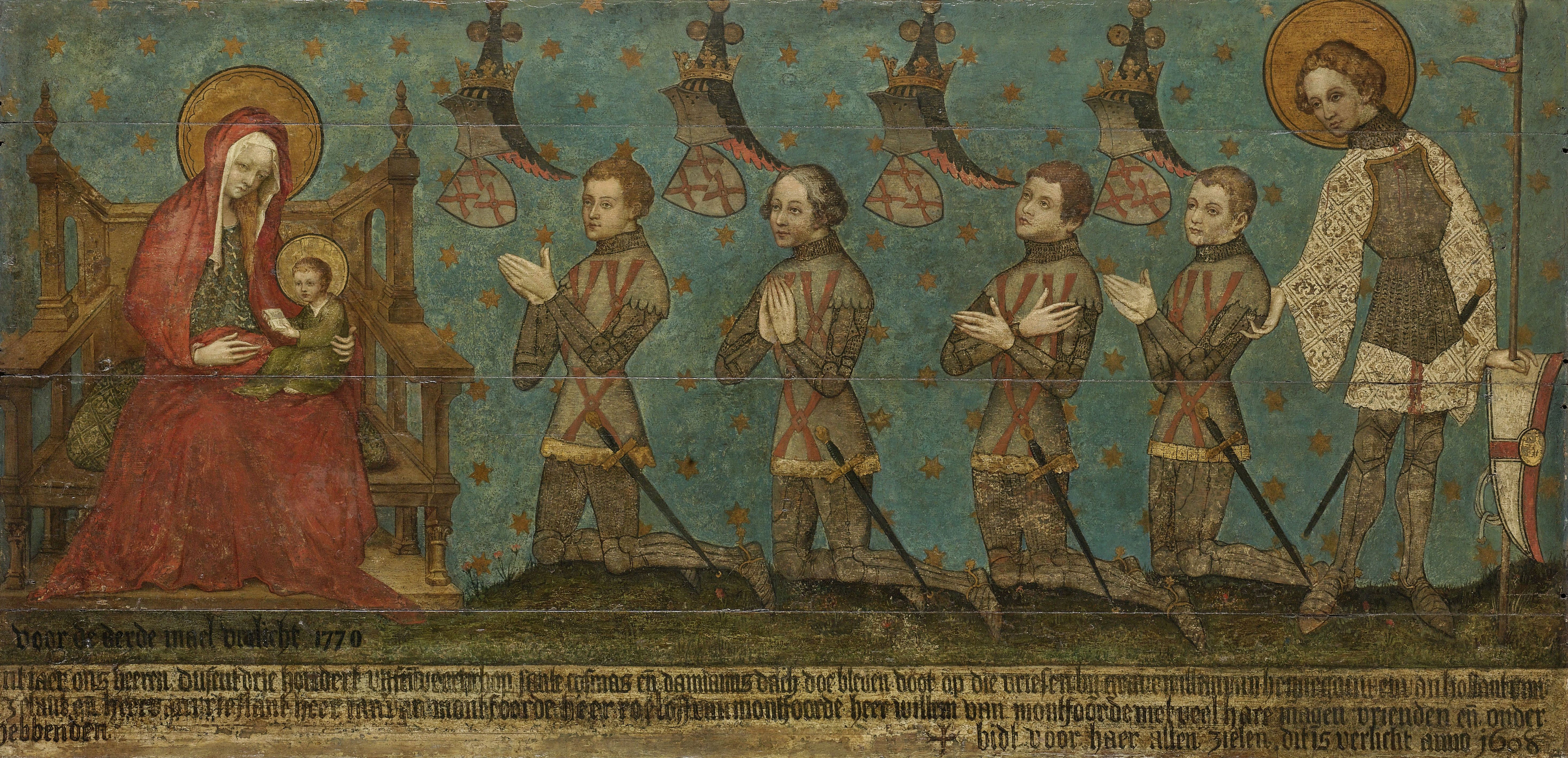
Gedachtenistafel van de Heren van Montfoort,
een van de oudst bewaard gebleven schilderij dat in het huidige Nederland is vervaardigd (ca. 1380)

- Zweder I van Montfoort (overleden tussen 28 mei 1329 - 2 januari 1331)
- Hendrik II van Montfoort (overleden 1333)
- Jan I van Montfoort (overleden 1345)
- Zweder II van Montfoort (overleden 15 augustus 1375)
- Hendrik III van Montfoort (ca.1350 - 28 juni 1402)
- Jan II van Montfoort (1382 - 16 juni 1448)
- Hendrik IV van Montfoort (1414-1459)
- Jan III van Montfoort of Johan van Montfoort (1448 - 28 maart 1522)
- Joost van Montfoort ( - 1538)
- Hendrik V van Montfoort (1515-1545)
- Jan IV van Montfoort, overleden in 1580 de heerlijkheid Montfoort wordt geërfd door zijn zus, waarna het in het geslacht De Merode komt.

De Merode
- Philippa de Rover burggravin van Montfoort (1535-1592) was de dochter van Joost / Josse de Rover burggraaf van Montfoort (1510-1535) (zoon van Jan III van Montfoort) en Anna van Lalaing (1509-1602)
- Johan Briffeul van Merode heer van Morialmé, Ham-Sur-Heure, Rocquignies, Sauthour, Mergame en Nalinnes en heer van Houffalize (1530-1592) trouwde Philippa de Rover burggravin van Montfoort
- Anna de Merode-Montfoort (1570-1625) vrouwe van Houffalize en Montfoort was de dochter van Johan Briffeul van Merode heer van Morialmé, Ham-Sur-Heure, Rocquignies, Sauthour, Mergame en Nalinnes en heer van Houffalize (overleden in 1590) en Philippa de Rover burggravin van Montfoort.
- Filips I van Merode-Pietersheim heer van Pietersheim en Westerlo (1568-1627) echtgenoot van Anna de Merode-Montfoort
- Floris de Merode (1598-1638) trouwde op 16 december 1624 te Steyn met Anna Maria Sidonia van Bronckhorst-Batenburg-Steyn. Hij was de zoon van Filips I van Merode-Pietersheim en Ana van Merode-Montfoort.
- Ferdinand Filips van Merode-Pietersheim (1626-1653). Hij was de zoon van voorgaande.